# بطولة أوروبا لألعاب القوى 2024 – دفع الجلة للسيدات
أقيمت مسابقة دفع الجلة للسيدات في بطولة أوروبا لألعاب القوى 2024 في ملعب أولمبيكو في 7 يونيو 2024، شهدت منافسات دفع الجلة للسيدات حصول الهولندية جيسيكا شيلدر على الميدالية الذهبية بعد أن تفوقت على زميلتها في الفريق جوريندي فان كلينكن لتحصد الميدالية الذهبية، واحتفظت بلقبها بأفضل رمية بلغت 18.77 متر.

## ملخص المسابقة
| حدث           | الذهبية                     | الفضية                            | البرونزية                     |
| ------------- | --------------------------- | --------------------------------- | ----------------------------- |
| الوثب الثلاثي | جيسيكا شيلدر · هولندا (NED) | يورينده فان كلينكن · هولندا (NED) | يميسي أوغونلي · ألمانيا (GER) |

## الأرقام القياسية
| الأرقام القياسية المسجلة قبل بطولة أوروبا لألعاب القوى 2024 | الأرقام القياسية المسجلة قبل بطولة أوروبا لألعاب القوى 2024 | الأرقام القياسية المسجلة قبل بطولة أوروبا لألعاب القوى 2024 | الأرقام القياسية المسجلة قبل بطولة أوروبا لألعاب القوى 2024 | الأرقام القياسية المسجلة قبل بطولة أوروبا لألعاب القوى 2024 |
| ----------------------------------------------------------- | ----------------------------------------------------------- | ----------------------------------------------------------- | ----------------------------------------------------------- | ----------------------------------------------------------- |
| الرقم القياسي العالمي                                       | نتاليا ليسوفسكايا (URS)                                     | 22.63 مترًا                                                  | موسكو، الاتحاد السوفيتي                                     | 07 يونيو 1987                                               |
| الرقم القياسي الأوروبي                                      | نتاليا ليسوفسكايا (URS)                                     | 22.63 مترًا                                                  | موسكو، الاتحاد السوفيتي                                     | 07 يونيو 1987                                               |
| الرقم القياسي للبطولة                                       | فيتا بافليش (UKR)                                           | 21.69 مترًا                                                  | بودابست، المجر                                              | 20 أغسطس 1998                                               |
| الرقم الرائد عالميًا                                         | سارة ميتون (كندا)                                           | 20.68 مترًا                                                  | فليتوود، الولايات المتحدة                                   | 11 مايو 2024                                                |
| الرقم الرائد أوروبياً                                        | جيسيكا شيلدر (NED)                                          | 20.31 متر                                                   | أبلدورن، هولندا                                             | 17 فبراير 2024                                              |

## الجدول
جميع الأوقات بالتوقيت المحلي (UTC+2)
| تاريخ         | وقت   | الجولة   |
| ------------- | ----- | -------- |
| 07 يونيو 2024 | 10:03 | التصفيات |
| 07 يونيو 2024 | 21:33 | النهائي  |

## النتائج
| رموز واختصارات في رياضة ألعاب القوى |
| --- |
| \| NR : رقم وطني (رقم جديد في السجل الوطني) OR : رقم أولمبي (رقم جديد في السجل الأولمبي) PB : رقم شخصي (أفضل رقم شخصي) SB : أفضل أداء شخصي في الموسم (الأفضل في الموسم) WL : أفضل أداء عالمي لهذا العام (رائد عالمي) WR : رقم عالمي (رقم قياسي عالمي) ER : رقم قياسي أوروبي EL : أفضل نتيجة للموسم في أوروبا DNF: لم يكمل السباق DNS: لم يبدأ السباق DQ : استبعاد (عدم الأهلية) NM : لم يتم تسجيل أي اختبار صحيح (لا توجد علامة) Q : التأهل "مباشرة" إلى الجولة التالية (أو إلى المسابقة التالية)، خلال مسابقة كبرى بفضل الترتيب أو تحقيق الحد الأدنى q : التأهل إلى الجولة التالية (أو المسابقة التالية)، خلال مسابقة كبرى بفضل إعادة التصفيات أو تحقيق أحد أفضل العروض بين أولئك "غير المتأهلين بشكل مباشر" (بفضل أفضل وقت أو أفضل مسافة) x : محاولة فاشلة \| |
| NR : رقم وطني (رقم جديد في السجل الوطني) OR : رقم أولمبي (رقم جديد في السجل الأولمبي) PB : رقم شخصي (أفضل رقم شخصي) SB : أفضل أداء شخصي في الموسم (الأفضل في الموسم) WL : أفضل أداء عالمي لهذا العام (رائد عالمي) WR : رقم عالمي (رقم قياسي عالمي) ER : رقم قياسي أوروبي EL : أفضل نتيجة للموسم في أوروبا DNF: لم يكمل السباق DNS: لم يبدأ السباق DQ : استبعاد (عدم الأهلية) NM : لم يتم تسجيل أي اختبار صحيح (لا توجد علامة) Q : التأهل "مباشرة" إلى الجولة التالية (أو إلى المسابقة التالية)، خلال مسابقة كبرى بفضل الترتيب أو تحقيق الحد الأدنى q : التأهل إلى الجولة التالية (أو المسابقة التالية)، خلال مسابقة كبرى بفضل إعادة التصفيات أو تحقيق أحد أفضل العروض بين أولئك "غير المتأهلين بشكل مباشر" (بفضل أفضل وقت أو أفضل مسافة) x : محاولة فاشلة       |

### جولة التصفيات
معيار التأهل للجولة النهائية هي الوثب مسافة 18.00 مترًا أو تتأهل أفضل 12 لاعبة أداءً.
| المركز | المجموعة | الرياضية              | البلد    | #1    | #2    | #3    | النتيجة | ملاحظة |
| ------ | -------- | --------------------- | -------- | ----- | ----- | ----- | ------- | ------ |
| 1      | B        | فاني روس              | السويد   | 17.87 | 18.70 |       | 18.70   | Q      |
| 2      | B        | ألينا كينزيل          | ألمانيا  | 17.61 | 18.42 |       | 18.42   | Q      |
| 3      | B        | يميسي أوغونلي         | ألمانيا  | 18.40 |       |       | 18.40   | Q      |
| 4      | A        | جيسيكا شيلدر          | هولندا   | 18.32 |       |       | 18.32   | Q      |
| 5      | A        | سارا لينمان           | السويد   | 17.65 | x     | 18.16 | 18.16   | Q      |
| 6      | A        | جيسيكا إينشودي        | البرتغال | 18.17 |       |       | 18.17   | Q      |
| 7      | A        | يورينده فان كلينكن    | هولندا   | 18.13 |       |       | 18.13   | Q      |
| 8      | A        | يوليا ريتر            | ألمانيا  | 17.86 | 18.06 |       | 18.06   | Q      |
| 9      | B        | كلاوديا كارداش        | بولندا   | x     | 17.76 | 16.78 | 17.76   | q      |
| 10     | B        | ماريا بيلين تويميل    | إسبانيا  | 17.76 | x     | x     | 17.76   | q      |
| 11     | A        | إميل ديريلي           | تركيا    | 17.01 | 17.66 | 16.94 | 17.66   | q      |
| 12     | A        | إيميليا كانغاس        | فنلندا   | 16.99 | x     | 17.02 | 17.02   | q      |
| 13     | B        | بينثي كونيغ           | هولندا   | 16.94 | x     | 17.02 | 17.02   |        |
| 14     | A        | ديميتريانا بيزيدي     | مولدوفا  | 16.80 | x     | x     | 16.80   |        |
| 15     | B        | إليانا بانديرا        | البرتغال | 16.76 | 16.74 | x     | 16.76   |        |
| 16     | B        | مريم مازيناور         | سويسرا   | x     | 16.69 | x     | 16.69   |        |
| 17     | B        | سينيا ماكيتورما       | فنلندا   | 16.27 | 16.25 | 16.45 | 16.45   |        |
| 18     | A        | إفيلينا روفالي        | فنلندا   | 16.34 | x     | 16.03 | 16.34   |        |
| 19     | B        | إرنا سولي غونارسدوتير | آيسلندا  | 16.26 | 16.20 | 16.19 | 16.26   |        |
| 20     | A        | زوزانا ماسلانا        | بولندا   | 15.92 | 16.22 | 15.76 | 16.22   |        |
| 21     | B        | فيوليتا فيلاند        | المجر    | 15.72 | x     | x     | 15.72   |        |
| 22     | A        | لوسيا ليكو            | كرواتيا  | 14.61 | x     | 15.61 | 15.61   |        |
| 23     | B        | ماريا ماغوليا         | اليونان  | 15.24 | 15.31 | 14.97 | 15.31   |        |
| 24     | A        | ريناتا بيريغساسي      | المجر    | 14.71 | x     | 15.06 | 15.06   |        |
| 25     | A        | أنستسيا دراغوميروفا   | اليونان  | 14.43 | 13.99 | 14.82 | 14.82   |        |

### النهائي
بدأت المباراة النهائية يوم 7 يونيو في الساعة 21:33.
| المركز | الرياضية           | البلد    | #1    | #2    | #3    | #4    | #5    | #6    | النتيجة | ملاحظات |
| ------ | ------------------ | -------- | ----- | ----- | ----- | ----- | ----- | ----- | ------- | ------- |
| الأول  | جيسيكا شيلدر       | هولندا   | 18.77 | 18.13 | x     | 18.62 | x     | x     | 18.77   |         |
| الثاني | يورينده فان كلينكن | هولندا   | 18.13 | 18.67 | 18.21 | 18.40 | 18.19 | 18.23 | 18.67   | SB      |
| الثالث | يميسي أوغونلي      | ألمانيا  | 17.04 | x     | 17.87 | 16.32 | 18.62 | x     | 18.62   |         |
| 4      | ألينا كينزيل       | ألمانيا  | 18.00 | 17.98 | x     | 18.18 | 18.22 | 18.55 | 18.55   |         |
| 5      | ماريا بيلين تويميل | إسبانيا  | 17.00 | 18.43 | 17.61 | 17.99 | x     | 17.77 | 18.43   |         |
| 6      | فاني روس           | السويد   | 17.62 | 18.26 | x     | x     | x     | x     | 18.26   |         |
| 7      | يوليا ريتر         | ألمانيا  | 18.14 | 17.83 | 17.98 | x     | 18.18 | 18.18 | 18.18   |         |
| 8      | سارا لينمان        | السويد   | 17.22 | 17.20 | 17.96 | 17.93 | 18.16 | x     | 18.16   |         |
| 9      | جيسيكا إينشودي     | البرتغال | 17.56 | 17.77 | 17.81 |       |       |       | 17.81   |         |
| 10     | كلاوديا كارداش     | بولندا   | 17.66 | 17.28 | x     |       |       |       | 17.66   |         |
| 11     | إميل ديريلي        | تركيا    | 17.52 | 17.34 | x     |       |       |       | 17.52   |         |
| 12     | إيميليا كانغاس     | فنلندا   | x     | 16.74 | x     |       |       |       | 16.74   |         |